# Tobias Børkeeiet
Tobias Borchgrevink Børkeeiet (* 18. April 1999 in Sandvika) ist ein norwegischer Fußballspieler.

## Karriere

### Verein
Børkeeiet begann seine Karriere bei Stabæk Fotball. Im Oktober 2016 stand er erstmals im Profikader von Stabæk, aber weder in der Saison 2016 noch 2017 kam er zu einem Profieinsatz. Sein Debüt in der Eliteserien gab er schließlich im März 2018 gegen den Strømsgodset IF. In der Saison 2018 absolvierte er insgesamt 27 Partien in der höchsten Spielklasse. In der Saison 2019 absolvierte er weitere zehn Spiele, ehe er im Juli 2019 nach Dänemark zum Brøndby IF wechselte. In seiner ersten Spielzeit in der Superliga kam der Mittelfeldspieler zu sechs Einsätzen. In der Saison 2020/21 absolvierte er 21 Spiele und wurde mit Brøndby Meister.
Nach weiteren sieben Einsätzen in der Saison 2021/22 kehrte Børkeeiet im Januar 2022 nach Norwegen zurück und wechselte zu Rosenborg Trondheim. In der Saison 2022 absolvierte er 27 Spiele in der Eliteserien. In der Saison 2023 kam er 19 Mal zum Einsatz. Nach zwei Einsätzen in der Saison 2024 wechselte er im August 2024 zum österreichischen Bundesligisten SK Rapid Wien, bei dem er einen bis 2026 laufenden Vertrag erhielt.

### Nationalmannschaft
Børkeeiet spielte 2016 erstmals für eine norwegische Jugendnationalauswahl. Mit der U-19-Mannschaft nahm er 2018 an der EM teil, die Norwegen auf Platz fünf beendete. Er selbst kam in drei von vier Spielen zum Zug. Durch den fünften Platz war das U-20-Team für die WM 2019 qualifiziert, für die Børkeeiet ebenfalls nominiert wurde. Bei jenem Turnier scheiterte Norwegen aber schon in der Gruppenphase, der Defensivspieler absolvierte alle drei Spiele seines Landes.
Im November 2020 stand er erstmals im Kader der A-Nationalmannschaft, kam aber nicht zum Einsatz.